# Euràbia

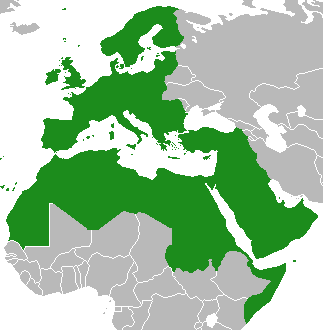
Mapa d'Euràbia.

El terme Euràbia és un neologisme polític. L'origen del terme Euràbia es troba en el títol d'una revista dirigida a mitjans dels anys 70 del segle xx per Lucien Bitterlein, president de l'Associació per a la Solidaritat Francoàrab, i publicada conjuntament pel Groupe d'Etudes sur le Moyen-Orient (Ginebra), France-Pays Arabes (París), i el Middle East International (Londres).
Posteriorment, Bat Ye'or va difondre l'ús del mot Euràbia amb el propòsit de descriure el procés que, segons ella, s'està esdevenint d'integració política i cultural d'Europa a l'islam. Aquesta evolució va íntimament lligada a un canvi demogràfic que significa passar del predomini d'una població europea occidental a una altra d'araboislàmica. Bat Ye'or considera aquest procés com "el resultat d'una política encapçalada per França d'intentar contrarestar el poder dels Estats Units mitjançant l'apropament als països àrabs", i el veu com la causa principal de "l'hostilitat europea" contra Israel.
El concepte Euràbia s'ha popularitzat en grans mitjans de comunicació dels Estats Units, com ara la FOX, per referir-se al futur d'Europa, amb una població musulmana "jove i en gran creixement, que, de cap manera, vol integrar-se a la civilització occidental".

## Euràbia segons Bat Ye'or
La maquinària que ha convertit Europa en un nou continent de dhimnitut es va engegar ara fa uns trenta anys per iniciativa de França. Es va dissenyar una àmplia política de simbiosi d'Europa amb els països arabomusulmans, concebuda per conferir a Europa -i especialment a França- un poder i un prestigi suficients com per competir amb els Estats Units. Aquesta política va ser iniciada sigil·losament sota l'innocent nom de Diàleg euroàrab. Aquesta estratègia, l'objectiu de la qual era la creació d'una entitat mediterrània euroàrab, basada en la lliure circulació de persones i mercaderies, també va determinar les polítiques d'immigració envers els àrabs a seguir per la Comunitat Europea. Els àrabs van establir les condicions d'aquesta associació:
- Una política exterior europea independent i hostil als Estats Units
- El reconeixement per Europa del poble palestí i el suport a la creació d'un estat palestí. Vegeu Palestina
- Suport europeu per a l'Organització de l'Alliberament de Palestina (OAP), grup terrorista dirigit per Iasser Arafat
- Reconèixer Iasser Arafat com l'únic representant del poble palestí
- La deslegitimació de l'estat d'Israel, tant a nivell històric com polític, i la defensa del control àrab sobre Jerusalem, la qual cosa ha dut a l'antisemitisme i a l'antisionisme[2]

Bat Ye'or resumí les seves idees sobre Euràbia a National Review d'aquesta manera:
 La desmesurada cobdícia econòmica d'Europa fou instrumentalitzada per la Lliga Àrab en una estratègia política a llarg termini dissenyada contra Israel, Europa i els Estats Units. Per mitjà del laberint del sistema del Diàleg euroàrab, es va dissenyar una política de deslegitimació d'Israel. Estratègicament, la Cooperació euroàrab fou un instrument polític per fomentar l'antiamericanisme a Europa, el fi del qual era separar i afeblir els dos continents mitjançant una incitació a l'hostilitat i la permament denigració de la política americana a l'Orient Mitjà. 